# Villarejo de Órbigo
Villarejo de Órbigo est une commune d'Espagne dans la province de León, communauté autonome de Castille-et-León. Elle s'étend sur 36,25 km2 et comptait environ 3 240 habitants en 2011.